# فرودگاه استلار
فرودگاه استلار (به انگلیسی: Stellar Airpark) یک فرودگاه همگانی بهره‌برداری هوایی با کد یاتا SLJ است که یک باند فرود آسفالت دارد و طول باند آن ۱۱۹۳ متر است. این فرودگاه در شهر چندلر، آریزونا کشور ایالات متحده آمریکا قرار دارد و در ارتفاع ۳۵۹ متری از سطح دریا واقع شده است.